# Bazarella
Bazarella is een muggengeslacht uit de familie van de motmuggen (Psychodidae).

## Soorten
- B. atra (Vaillant, 1955)
- B. neglecta (Eaton, 1893)
- B. subneglecta (Tonnoir, 1922)